# Benjamin Finegold

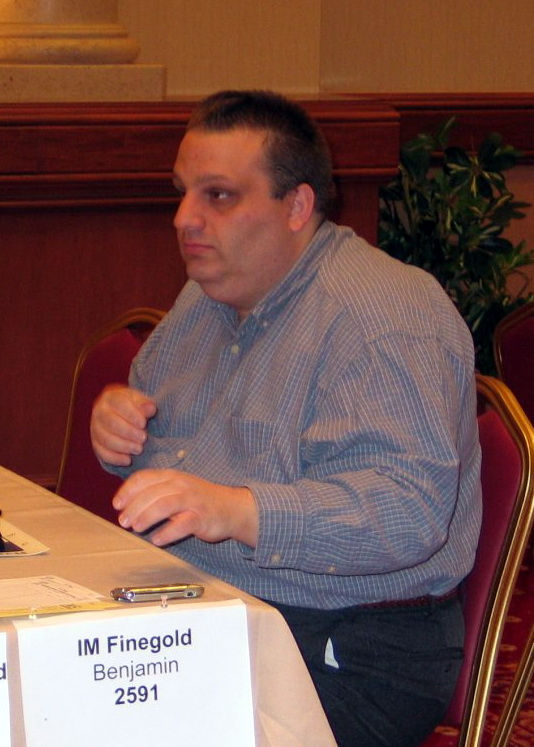
Benjamin Finegold in 2009

Benjamin Finegold (6 september 1969) is een Amerikaans schaker. Hij is sinds 2009 een grootmeester (GM). Daarvoor was hij, al sinds 1990, een Internationaal Meester (IM) en werd toen soms bijgenaamd "de sterktste internationaal meester in de Verenigde Staten".
Finegold werd USCF-meester op de leeftijd van 14, life master (USCF) met 15, senior master (USCF) met 16, Internationaal Meester (FIDE) met 20, en grootmeester (FIDE) toen hij 40 jaar oud was.

## Beginjaren
Finegold werd geboren in Detroit, Michigan, in een schaakfamilie, als zoon van schaker Ron Finegold en zijn vrouw Rita. IM Stuart Rachels meldt dat hij op twaalfjarige leeftijd zag dat Ben Finegold en zijn vader Ron in een schaakclub in Manhattan weddenschappen organiseerden, waarbij kon worden gewed op de uitslag van 1-minuut-per-speler blitzpartijen.
Finegold deed in juni 1986 eindexamen high school, op 16-jarige leeftijd. Daarna verhuisde hij naar Columbus, Ohio, om zich verder bezig te houden met schaken.

## Carrière
Finegold speelde naar eigen zeggen in zijn beginjaren honderden toernooipartijen per jaar: "Ik hield van schaken en als ik verloor vond ik dat niet erg. Dat is het belangrijkste dat je doen moet als je beter wil schaken - als je honderden partijen op rij verliest is dat prima".
Finegold ontving het USCF Samford fellowship in 1993.
Bij de Open Schaakkampioenschappen van de Verenigde Staten werd Finegold gedeeld eerste in 1994 (Chicago, Illinois) en in 2007 (Cherry Hill, New Jersey). Het 28e World Open, gehouden van 28 juni t/m 4 juli 2000 in Philadelphia, werd na de tie-break gewonnen door Joel Benjamin met 7 pt. uit 9 ronden;  negen spelers behaalden 6.5 uit 9, onder wie Benjamin Finegold. Finegold werd gedeeld eerste met 7 pt. uit 9 (en behaalde zijn eerste grootmeesternorm) in het 30e World Open toernooi (Philadelphia, Pennsylvania) in juli 2002; na de tie-break werd Kamil Mitoń de winnaar. Finegold werd gedeeld eerste in de nationale Open Schaakkampioenschappen in 2005 en in 2008 (Las Vegas, Nevada). Op de USCF rating list van augustus 2013 was hij een van de top 40 spelers in de Verenigde Staten. Finegold speelde in negen VS Kampioenschappen: 1994 (Key West, Florida), 1999 (Salt Lake City, Utah), 2002 (Seattle, Washington), 2005 (La Jolla, Californië), 2006 (San Diego, Californië), 2008 (Tulsa, Oklahoma), 2010 (Saint Louis, Missouri), 2011 (Saint Louis, Missouri) en 2013 (Saint Louis, Missouri). 
Sinds 2009 is hij grootmeester. De normen daarvoor behaalde hij in 2002 bij het 30e World Open in Philadelphia, in 2005 bij een invitatietoernooi in Lincolnwood, Illinois 2005 en in september 2009 in de B-groep van de Spice Cup in Lubbock (Texas). Hij was tot 14 augustus 2012 de 'grootmeester-in-residentie' van de Saint Louis Chess Club, waar hij een aantal YouTube videos over schaken maakte. 
Finegold speelde in seizoen 1989/90 van de Duitse bondscompetitie voor SF Dortmund-Brackel. In de United States Chess League speelde hij van 2010 tot 2014 voor St. Louis Arch Bishops, waarmee hij in 2014 kampioen van de VS werd. 
Ben Finegold is ook actief als schaaktrainer en organisator van schaaktoernooien. In 2017 richtten Finegold en zijn vrouw Karen mede de Schaakclub en Educatief Centrum van Atlanta op.
Ter ere van zijn vader Ron, die in de jaren 60 tot de Top 50 van de VS behoorde, werd op de door Ben Finegold opgerichte Chess Club and Scholastic Center of Atlanta op 31 maart / 1 april 2018 het eerste Ron Finegold Memorial schaaktoernooi gehouden.
Per 2020 houdt Finegold vijf tot zes keer per week een streaming-presentatie over schaken, met name via Twitch onder de nickname "GMBenjaminFinegold", een account waarop hij meer dan 80.000 volgers heeft.
Finegold was live commentator bij het Schaakkampioenschap van de Verenigde Staten, het VS Schaakkampioenschap voor Junioren en de Sinquefield Cup. Ook geeft hij vaak levendige en humoristische instructieve lezingen bij de Saint Louis Chess Club. Finegold's lezingen zijn beschikbaar via de YouTube-kanalen van de Saint Louis Chess Club, via het kanaal van de Schaakclub en Educatief Centrum van Atlanta, en op Twitch.

## (Ciaffone-)Finegold-verdediging
In het boek The Modern Morra Gambit: A Dynamic Weapon Against the Sicilian van Hannes Langrock wordt de Finegold-verdediging in het Morragambiet bij de Siciliaanse verdediging gepresenteerd als een op zichzelf staande variant:
1. e2-e4 c7-c5 2. d2-d4 c5xd4 3. c2-c3 d4xc3 4. Pb1xc3 d7-d6 5. Pg1-f3 e7-e6 6. Lf1-c4 Lf8-e7 7. 0-0 Pg8-f6 8. Dd1-e2 a7-a6. diagram

## Persoonlijk leven
Finegold studeerde aan de Wayne State University (WSU).
Finegold trouwde in januari 1989 met Gina Lynne LoSasso, Hastings (Engeland). Ze hebben een zoon.
Hij kwam zijn tweede vrouw Kelly tegen op de Internet Chess Club. Zij trouwden in maart 2001 en hebben een dochter.